# .swiss
.swiss ist eine generische Top-Level-Domain (TLD) der Schweiz. Sie wurde von der ICANN am 16. Oktober 2014 genehmigt. Diese stellt eine Alternative zur traditionellen Länderdomain .ch dar – wobei die Domainendung .swiss .ch nicht ersetzen wird. Vielmehr ist .swiss ein zusätzliches Angebot, das ausschliesslich Schweizer Unternehmen und Organisationen zur Verfügung steht.
Das Bundesamt für Kommunikation (BAKOM) begann am 7. September 2015, privilegiert .swiss-Domains für registrierte Kennzeichen (Firmen, Marken) und Behörden zu registrieren (Sunrise). Seit dem 11. Januar 2016 ist die allgemeine Registrierung für öffentliche und private Unternehmen und Organisationen möglich.
Das BAKOM (Register) verrechnet den vertreibenden Registraren eine kostendeckende Gebühr; die Registrare publizieren Marktpreise für .swiss-Domains unter Konkurrenz.

## Vergabe

### Antragsberechtigung
Zur Gesuchstellung berechtigt sind:
- Unternehmen mit Handelsregistereintrag, die ihren Sitz sowie einen physischen Sitz der Verwaltung in der Schweiz haben,
- Schweizerische öffentlich-rechtliche Körperschaften, sowie
- Schweizer Vereine und Stiftungen.

### Zugelassene ordentliche Bezeichnungen
- Bezeichnungen, die verbunden sind mit:
  - öffentlich-rechtlichen Körperschaften und ihren Tätigkeiten
  - Firmen und Marken der Gesuchstellenden
  - Vereinen und Stiftungen
- Fantasienamen mit klarem Bezug zum Gesuchsteller (Produkte, Slogans etc.)
- Geografische Bezeichnungen (Voraussetzungen)

### Besondere Voraussetzungen für generische Bezeichnungen
Das BAKOM hat 2015 eine Beispielliste mit zugelassenen dot.swiss-Domain-Namen erstellt, die einen generischen Charakter aufweisen, wie z. B. hotel.swiss oder watch.swiss.
Folgende Voraussetzungen müssen Domains mit einer generischen Bezeichnung erfüllen:
- Sie müssen von besonderem Interesse für die ganze oder einen Teil der Schweizer Gemeinschaft sein.
- Die Bezeichnung bezieht sich allgemein auf eine Kategorie oder eine Gattung von Waren (z. B. Pizza, Uhren), Dienstleistungen (z. B. Bank), Personen oder Gemeinschaften (z. B. Studierende, Anwälte, Familien), Organisationen (z. B. Vereine, Fachhochschulen), Produkten (z. B. Maschinen, Werkzeuge), Sachgebieten (z. B. Bausektor) oder Aktivitäten (z. B. Yoga).
- Der Domain-Name kann per Mandat einer Organisation (z. B. Dachverband oder Dienstleistende, die nicht selber Akteur im Markt sind) zugeteilt werden, die einen bedeutsamen Teil einer Personengruppe repräsentiert. Die Nutzung muss einen Mehrwert für die gesamte Personengruppe generieren.

Für die Erstprüfung der Anträge verrechnet das BAKOM eine zusätzliche pauschale Gebühr pro Mandat – im Gegenzug kann das Mandat eine erhebliche Anzahl von verbundenen Bezeichnungen enthalten.
Durch die Ergänzung einer generischen Bezeichnung mit einem persönlichen Element entsteht ein einfacher, normal zuteilbarer Domain-Name (zum Beispiel fenster-huber.swiss oder bluecuisine.swiss).

## Vorgeschichte
Die ICANN, die für die internationale Koordination des Internet-Adressierungssystems verantwortlich ist, hat im Juni 2011 die Einführung neuer generischer Internet-Domainnamen der ersten Ebene (gTLDs) beschlossen. Das heisst, dass zu den bestehenden gTLDs wie .com, .org und .info beliebige weitere generische Namen wie .bank, .hotel, .berlin oder .gmbh zugelassen werden können. Gemäss ICANN soll diese Neuerung die Weiterentwicklung des Domainnamenmarktes, die Förderung der kulturellen Vielfalt sowie eine verbesserte Sichtbarkeit von Marken im Internet ermöglichen. Um einen solchen Domainnamen zu erhalten, ist eine Bewerbung bei der ICANN erforderlich. Der Bewerber muss unter anderem belegen, dass er den Domainnamen betreiben wird.
Gemäss BAKOM bewarb sich der Bund um die Domain, um die Interessen der Schweiz zu wahren und zu gewährleisten, dass diese der Wirtschaft, der Kultur und den Institutionen des Landes zur Verfügung stehe.
Die Fluggesellschaft Swiss wollte den Top-Level-Domain für ihr Unternehmen registrieren lassen. Nachdem Bedenken von Seiten der Schweizer Regierung kamen, dass ein Unternehmen diese wichtige Endung nicht alleine verwalten sollte, zog sich die Swiss mit ihrer Bewerbung zurück.